# ラフレシア (ゲーム)
「ラフレシア」（RAFFLESIA）とは、セガ（後のセガ・インタラクティブ）より1986年に発売されたアーケード用シューティングゲーム。開発はコアランドテクノロジー（後のバンプレスト）が行った。

## 概要
宇宙空間を舞台に戦闘機が敵キャラクターを撃破してゆく縦画面シューティングゲーム。全8エリア。各エリアの最後に待ち受けるボスキャラクターを撃破すればエリアクリアとなる。題名の「ラフレシア」は最終ボスの名前であり、タイトル画面に表示される巨大な岩石質の顔がラフレシアである。各エリアの名称は、サラセニア、アリウム等、草花の名前になっているが、敵キャラクターの多くは奇怪な顔面である。